# بلاك وودز (فلم 2001)
بلاك وودز (بالإنجليزية: Blackwoods)، هو فيلم رعب ودراما وغموض وإثارة، تم إنتاجه في ألمانيا وكندا، وصدر سنة 2001، بطولة باتريك مولدون ومايكل باري وكلينت هوارد وكيجان كونور تراسي.

## القصة
شخص يدعى «مات» قتل فتاة بعد دهسها بالسيارة لأنه كان في حالة سكر والآن هو يواجه انتقامها.

## الميزانية والإيرادات
كلف الفيلم 3 مليون دولار أمريكي وحقق 1500 دولار أمريكي (في الولايات المتحدة فقط).

## وصلات خارجية
- مقالات تستعمل روابط فنية بلا صلة مع ويكي بيانات